# Rakowski-Nunatak
Der Rakowski-Nunatak (bulgarisch Раковски нунатак Rakowski nunatak) ist ein 430 m hoher Nunatak auf der Livingston-Insel im Archipel der Südlichen Shetlandinseln. In den Vidin Heights ragt er 1,5 km westlich des Sharp Peak, 3,5 km nordöstlich des Miziya Peak und 1,4 km nordnordöstlich des Madara Peak auf.
Bulgarische Wissenschaftler kartierten ihn bei Vermessungen der Tangra Mountains zwischen 2004 und 2005. Die bulgarische Kommission für Antarktische Geographische Namen benannte ihn 2005 nach Georgi Rakowski (1821–1867), bulgarischer Revolutionär und Aktivist der Bulgarischen Nationalen Wiedergeburt.